# Blue Ocean Strategy
De Blue Ocean Strategy (BOS) (Engels voor Blauwe-oceaan-strategie) is een bedrijfsstrategie. De strategie werd in 2005 gepubliceerd in het gelijknamige boek, geschreven door W. Chan Kim en Renée Mauborgne van The Blue Ocean Strategy Institute van INSEAD. De kern van de strategie bestaat erin nieuwe markten te creëren, de Blauwe Oceanen. Dit staat in tegenstelling met het in een bestaande markt met anderen in concurrentie treden.

## Concept
De Rode Oceaan staat voor de bestaande marktruimte met bestaande spelers en regels, waarin de spelers elkaar hard beconcurreren in een poging zo veel mogelijk van de markt te veroveren. Doordat de ruimte beperkt is, kan dit uitmonden in moordende concurrentie en als gevolg hiervan van het figuurlijk vloeiende bloed, de Rode Oceaan.
De Blauwe Oceaan staat voor de nog onbekende en onontgonnen marktruimte, waar dus ook nog geen concurrentie aanwezig is. Hier creëert men marktruimte, in plaats van er met anderen om te vechten. Doordat de marktruimte nieuw is, zijn ook de regels nog niet vastgelegd, hetgeen kansen biedt die in de Rode Oceaan niet bestaan.
De kern van de Blauwe Oceaan is de zogenaamde waardevernieuwing, Value Innovation. De waardevernieuwing bestaat uit twee componenten die tegelijkertijd moeten worden geïmplementeerd:
- Vernieuwing van de dienst of het product, zodanig dat er waarde gecreëerd wordt zowel voor de klant als voor het leverende bedrijf zelf.
- Kostenreductie door het afstoten of verminderen van kosten gerelateerd aan aspecten die in de markt minder nodig zijn.

## Gereedschappen en raamwerken
De Blue Ocean Strategy heeft diverse gereedschappen, methodologieën en raamwerken ontwikkeld om de creatie van blauwe oceanen tot een systematisch en herhaalbaar proces te maken.
Enkele hiervan zijn:
- Strategieformulering: het strategiecanvas, de lakmoestest voor BOS, raamwerk van vier acties, kaart van nut voor de gebruikers.
- Strategie-implementatie: leiderschap, vier organisatiehordes.

## Voorbeelden
De website van het Blue Ocean Strategy Book noemt verschillende voorbeelden van de succesvolle toepassing van BOS. Enkele hiervan:
- André Rieu. Deze Nederlandse violist en orkestleider is buiten de grenzen van de muziekindustrie gegaan door klassieke muziek als popconcert bij het grote publiek te brengen.
- Apple. Speelde met iTunes in op de behoefte van consumenten om tegen geringe kosten online alleen die nummers te kopen die ze interesseerden, in plaats van een hele CD te moeten kopen.
- Barnes & Noble, een Amerikaans boekhandelsconcern met vele vestigingen in de VS. Speelde in op de behoefte van consumenten om eventueel te kopen boeken eerst op het gemak en onder genot van een kopje koffie rustig in te zien.
- Cirque du Soleil. Dit Canadese concern bracht een unieke combinatie van circus en ballet op de markt en elimineerde tegelijkertijd ook kosten uit het traditionele circus, zoals de circusdieren en de sterartiest.
- Pfizer. Begaf zich met Viagra buiten de paden van het medische, op de markt van de verbetering van levenskwaliteit.
- Tesla. Produceert en verkoopt uitsluitend 100% elektrische auto's en verkoopt ze direct aan de eindklant, zonder tussenkomst van een dealerkanaal. Biedt de elektriciteit om met de auto te rijden gratis aan via het Supercharger laadpaalnetwerk in de USA en de EU.

## Boek
Het boek is in vele talen uitgebracht, waaronder het Nederlands. (De Blauwe Oceaan, ISBN 978-9047008156)